# Gran Premio di superbike di Misano Adriatico 2012
Il Gran Premio di superbike di San Marino 2012 è la settima prova del mondiale superbike 2012, disputatasi il 10 giugno presso il Misano World Circuit Marco Simoncelli di Misano Adriatico; nello stesso fine settimana si è corso il sesto gran premio stagionale del mondiale supersport 2012 e il quarto della Superstock 1000 FIM Cup. Ha registrato in entrambe le gare della Superbike la vittoria di Max Biaggi, quella di Kenan Sofuoğlu in Supersport e quella di Sylvain Barrier in Superstock 1000.

## Superbike

### Gara 1
Fonte

#### Arrivati al traguardo
| Pos. | Nº  | Pilota           | Squadra                       | Motocicletta         | Giri | Tempo     | Griglia | Punti |
| ---- | --- | ---------------- | ----------------------------- | -------------------- | ---- | --------- | ------- | ----- |
| 1º   | 3   | Max Biaggi       | Aprilia Racing                | Aprilia RSV4 Factory | 24   | 38:58.471 | 10º     | 25    |
| 2º   | 7   | Carlos Checa     | Althea Racing                 | Ducati 1098R         | 24   | +0.305    | 16º     | 20    |
| 3º   | 34  | Davide Giugliano | Althea Racing                 | Ducati 1098R         | 24   | +4.503    | 4º      | 16    |
| 4º   | 66  | Tom Sykes        | Kawasaki Racing               | Kawasaki ZX-10R      | 24   | +8.858    | 1º      | 13    |
| 5º   | 65  | Jonathan Rea     | Honda World Superbike         | Honda CBR1000RR      | 24   | +11.627   | 2º      | 11    |
| 6º   | 19  | Chaz Davies      | ParkinGO MTC Racing           | Aprilia RSV4 Factory | 24   | +12.258   | 21º     | 10    |
| 7º   | 58  | Eugene Laverty   | Aprilia Racing                | Aprilia RSV4 Factory | 24   | +12.551   | 7º      | 9     |
| 8º   | 50  | Sylvain Guintoli | Effenbert Liberty Racing      | Ducati 1098R         | 24   | +13.561   | 8º      | 8     |
| 9º   | 96  | Jakub Smrž       | Liberty Racing Team Effenbert | Ducati 1098R         | 24   | +17.014   | 5º      | 7     |
| 10º  | 2   | Leon Camier      | FIXI Crescent Suzuki          | Suzuki GSX-R1000     | 24   | +18.361   | 14º     | 6     |
| 11º  | 86  | Ayrton Badovini  | BMW Motorrad Italia GoldBet   | BMW S1000 RR         | 24   | +20.029   | 3º      | 5     |
| 12º  | 91  | Leon Haslam      | BMW Motorrad Motorsport       | BMW S1000 RR         | 24   | +22.082   | 6º      | 4     |
| 13º  | 121 | Maxime Berger    | Effenbert Liberty Racing      | Ducati 1098R         | 24   | +22.966   | 17º     | 3     |
| 14º  | 84  | Michel Fabrizio  | BMW Motorrad Italia GoldBet   | BMW S1000 RR         | 24   | +27.014   | 12º     | 2     |
| 15º  | 151 | Matteo Baiocco   | Barni Racing Team Italia      | Ducati 1098R         | 24   | +31.133   | 9º      | 1     |
| 16º  | 4   | Hiroshi Aoyama   | Honda World Superbike         | Honda CBR1000RR      | 24   | +31.719   | 20º     |       |
| 17º  | 21  | John Hopkins     | FIXI Crescent Suzuki          | Suzuki GSX-R1000     | 24   | +31.902   | 18º     |       |
| 18º  | 59  | Niccolò Canepa   | Red Devils Roma               | Ducati 1098R         | 24   | +43.770   | 19º     |       |
| 19º  | 36  | Leandro Mercado  | Team Pedercini                | Kawasaki ZX-10R      | 24   | +55.071   | 23º     |       |
| 20º  | 23  | Federico Sandi   | Grillini Progea Superbike     | BMW S1000 RR         | 18   | +6 giri   | 24º     |       |

#### Ritirati
| Nº | Pilota          | Squadra                 | Motocicletta    | Giri | Griglia |
| -- | --------------- | ----------------------- | --------------- | ---- | ------- |
| 33 | Marco Melandri  | BMW Motorrad Motorsport | BMW S1000 RR    | 21   | 13º     |
| 76 | Loris Baz       | Kawasaki Racing         | Kawasaki ZX-10R | 13   | 11º     |
| 44 | David Salom     | Team Pedercini          | Kawasaki ZX-10R | 12   | 22º     |
| 87 | Lorenzo Zanetti | PATA Racing             | Ducati 1098R    | 6    | 15º     |

### Gara 2
Fonte

#### Arrivati al traguardo
| Pos. | Nº  | Pilota          | Squadra                       | Motocicletta         | Giri | Tempo     | Griglia | Punti |
| ---- | --- | --------------- | ----------------------------- | -------------------- | ---- | --------- | ------- | ----- |
| 1º   | 3   | Max Biaggi      | Aprilia Racing                | Aprilia RSV4 Factory | 24   | 39:01.869 | 10º     | 25    |
| 2º   | 65  | Jonathan Rea    | Honda World Superbike         | Honda CBR1000RR      | 24   | +5.355    | 2º      | 20    |
| 3º   | 91  | Leon Haslam     | BMW Motorrad Motorsport       | BMW S1000 RR         | 24   | +5.731    | 6º      | 16    |
| 4º   | 33  | Marco Melandri  | BMW Motorrad Motorsport       | BMW S1000 RR         | 24   | +7.004    | 13º     | 13    |
| 5º   | 86  | Ayrton Badovini | BMW Motorrad Italia GoldBet   | BMW S1000 RR         | 24   | +7.921    | 3º      | 11    |
| 6º   | 84  | Michel Fabrizio | BMW Motorrad Italia GoldBet   | BMW S1000 RR         | 24   | +17.291   | 12º     | 10    |
| 7º   | 66  | Tom Sykes       | Kawasaki Racing               | Kawasaki ZX-10R      | 24   | +17.351   | 1º      | 9     |
| 8º   | 76  | Loris Baz       | Kawasaki Racing               | Kawasaki ZX-10R      | 24   | +17.630   | 11º     | 8     |
| 9º   | 96  | Jakub Smrž      | Liberty Racing Team Effenbert | Ducati 1098R         | 24   | +18.211   | 5º      | 7     |
| 10º  | 151 | Matteo Baiocco  | Barni Racing Team Italia      | Ducati 1098R         | 24   | +28.131   | 9º      | 6     |
| 11º  | 121 | Maxime Berger   | Effenbert Liberty Racing      | Ducati 1098R         | 24   | +28.407   | 17º     | 5     |
| 12º  | 4   | Hiroshi Aoyama  | Honda World Superbike         | Honda CBR1000RR      | 24   | +38.060   | 20º     | 4     |
| 13º  | 59  | Niccolò Canepa  | Red Devils Roma               | Ducati 1098R         | 24   | +49.003   | 19º     | 3     |
| 14º  | 21  | John Hopkins    | FIXI Crescent Suzuki          | Suzuki GSX-R1000     | 24   | +51.881   | 18º     | 2     |
| 15º  | 2   | Leon Camier     | FIXI Crescent Suzuki          | Suzuki GSX-R1000     | 24   | +55.502   | 14º     | 1     |
| 16º  | 36  | Leandro Mercado | Team Pedercini                | Kawasaki ZX-10R      | 24   | +1:06.361 | 23º     |       |
| 17º  | 23  | Federico Sandi  | Grillini Progea Superbike     | BMW S1000 RR         | 24   | +1:29.918 | 24º     |       |

#### Ritirati
| Nº | Pilota           | Squadra                  | Motocicletta         | Giri | Griglia |
| -- | ---------------- | ------------------------ | -------------------- | ---- | ------- |
| 58 | Eugene Laverty   | Aprilia Racing           | Aprilia RSV4 Factory | 19   | 7º      |
| 19 | Chaz Davies      | ParkinGO MTC Racing      | Aprilia RSV4 Factory | 15   | 21º     |
| 44 | David Salom      | Team Pedercini           | Kawasaki ZX-10R      | 7    | 22º     |
| 34 | Davide Giugliano | Althea Racing            | Ducati 1098R         | 5    | 4º      |
| 7  | Carlos Checa     | Althea Racing            | Ducati 1098R         | 3    | 16º     |
| 87 | Lorenzo Zanetti  | PATA Racing              | Ducati 1098R         | 2    | 15º     |
| 50 | Sylvain Guintoli | Effenbert Liberty Racing | Ducati 1098R         | 1    | 8º      |

## Supersport
Fonte
| Pos. | Nº | Pilota               | Squadra                     | Motocicletta        | Giri | Tempo     | Griglia | Punti |
| ---- | -- | -------------------- | --------------------------- | ------------------- | ---- | --------- | ------- | ----- |
| 1º   | 54 | Kenan Sofuoğlu       | Kawasaki DeltaFin Lorenzini | Kawasaki ZX-6R      | 22   | 36:44.023 | 3º      | 25    |
| 2º   | 16 | Jules Cluzel         | PTR Honda                   | Honda CBR600RR      | 22   | +1.228    | 2º      | 20    |
| 3º   | 25 | Alex Baldolini       | Power Team by Suriano       | Triumph Daytona 675 | 22   | +20.597   | 12º     | 16    |
| 4º   | 22 | Roberto Tamburini    | Team Lorini                 | Honda CBR600RR      | 22   | +21.800   | 10º     | 13    |
| 5º   | 23 | Broc Parkes          | Ten Kate Racing Products    | Honda CBR600RR      | 22   | +26.357   | 4º      | 11    |
| 6º   | 32 | Sheridan Morais      | Kawasaki DeltaFin Lorenzini | Kawasaki ZX-6R      | 22   | +26.935   | 8º      | 10    |
| 7º   | 3  | Jed Metcher          | Rivamoto Junior             | Yamaha YZF R6       | 22   | +33.183   | 13º     | 9     |
| 8º   | 99 | Fabien Foret         | Kawasaki Intermoto Step     | Kawasaki ZX-6R      | 22   | +34.587   | 6º      | 8     |
| 9º   | 31 | Vittorio Iannuzzo    | Power Team by Suriano       | Triumph Daytona 675 | 22   | +36.853   | 11º     | 7     |
| 10º  | 8  | Andrea Antonelli     | Bike Service R.T.           | Yamaha YZF R6       | 22   | +38.213   | 19º     | 6     |
| 11º  | 35 | Raffaele De Rosa     | Team Lorini                 | Honda CBR600RR      | 22   | +42.428   | 14º     | 5     |
| 12º  | 38 | Balázs Németh        | Racing Team Toth            | Honda CBR600RR      | 22   | +42.446   | 24º     | 4     |
| 13º  | 10 | Imre Tóth            | Racing Team Toth            | Honda CBR600RR      | 22   | +48.802   | 18º     | 3     |
| 14º  | 13 | Dino Lombardi        | PATA by Martini             | Yamaha YZF R6       | 22   | +49.992   | 22º     | 2     |
| 15º  | 14 | Gábor Talmácsi       | PRORACE                     | Honda CBR600RR      | 22   | +53.515   | 21º     | 1     |
| 16º  | 87 | Luca Marconi         | VFT Racing                  | Yamaha YZF R6       | 22   | +57.766   | 15º     |       |
| 17º  | 64 | Joshua Day           | Team GOELEVEN               | Kawasaki ZX-6R      | 22   | +58.760   | 25º     |       |
| 18º  | 11 | Sam Lowes            | Bogdanka PTR Honda          | Honda CBR600RR      | 22   | +1:05.650 | 1º      |       |
| 19º  | 40 | Martin Jessopp       | Riders PTR Honda            | Honda CBR600RR      | 22   | +1:10.291 | 27º     |       |
| 20º  | 21 | Alessandro Andreozzi | Bike Service R.T.           | Yamaha YZF R6       | 22   | +1:15.799 | 29º     |       |
| 21º  | 33 | Yves Polzer          | MRC Austria                 | Yamaha YZF R6       | 21   | +1 giro   | 32º     |       |
| 22º  | 73 | Oleg Pozdneev        | Rivamoto                    | Yamaha YZF R6       | 21   | +1 giro   | 33º     |       |

### Ritirati
| Nº | Pilota                | Squadra                         | Motocicletta   | Giri | Griglia |
| -- | --------------------- | ------------------------------- | -------------- | ---- | ------- |
| 61 | Fabio Menghi          | VFT Racing                      | Yamaha YZF R6  | 18   | 20º     |
| 53 | Valentin Debise       | SMS Racing                      | Honda CBR600RR | 11   | 17º     |
| 91 | Marek Szkopek         | Bogdanka Honda PTR              | Honda CBR600RR | 11   | 28º     |
| 17 | Roberto Anastasia     | KUJA Racing                     | Honda CBR600RR | 9    | 30º     |
| 12 | Stefano Cruciani      | Puccetti Racing Kawasaki Italia | Kawasaki ZX-6R | 6    | 9º      |
| 34 | Ronan Quarmby         | PTR Honda                       | Honda CBR600RR | 6    | 7º      |
| 24 | Eduard Blokhin        | Rivamoto                        | Yamaha YZF R6  | 5    | 31º     |
| 20 | Mathew Scholtz        | Bogdanka PTR Honda              | Honda CBR600RR | 4    | 16º     |
| 98 | Romain Lanusse        | Kawasaki Intermoto Step         | Kawasaki ZX-6R | 4    | 23º     |
| 55 | Massimo Roccoli       | Yakhnich Motorsport             | Yamaha YZF R6  | 2    | 5º      |
| 44 | Alessandro Torcolacci | KUJA Racing                     | Honda CBR600RR | 2    | 26º     |

## Superstock
La pole position è stata fatta segnare da Eddi La Marra in 1:39.634; Lorenzo Baroni ha effettuato il giro più veloce in gara, in 1:39.248. La gara è stata interrotta dopo 3 dei 14 giri previsti con la bandiera rossa per la presenza sulla pista di olio lasciato dalla moto di Markus Reiterberger. La corsa è poi ripartita sulla distanza di 6 giri, con la griglia di partenza determinata dalla classifica della prima parte, e l'ordine d'arrivo della seconda parte di gara ha determinato il risultato finale.

### Arrivati al traguardo
| Pos. | Nº  | Pilota              | Squadra                     | Motocicletta         | Giri | Tempo     | Griglia | Punti |
| ---- | --- | ------------------- | --------------------------- | -------------------- | ---- | --------- | ------- | ----- |
| 1º   | 20  | Sylvain Barrier     | BMW Motorrad Italia GoldBet | BMW S1000 RR         | 6    | 10:06.206 | 7º      | 25    |
| 2º   | 14  | Lorenzo Baroni      | BMW Motorrad Italia GoldBet | BMW S1000 RR         | 6    | +0.137    | 4º      | 20    |
| 3º   | 119 | Michele Magnoni     | G.M Racing                  | BMW S1000 RR         | 6    | +0.528    | 3º      | 16    |
| 4º   | 47  | Eddi La Marra       | Barni Racing Team Italia    | Ducati 1199 Panigale | 6    | +0.571    | 1º      | 13    |
| 5º   | 32  | Lorenzo Savadori    | Barni Racing Team Italia    | Ducati 1199 Panigale | 6    | +2.269    | 6º      | 11    |
| 6º   | 11  | Jérémy Guarnoni     | MRS                         | Kawasaki ZX-10R      | 6    | +2.572    | 2º      | 10    |
| 7º   | 67  | Bryan Staring       | Team Pedercini              | Kawasaki ZX-10R      | 6    | +2.655    | 13º     | 9     |
| 8º   | 24  | Kev Coghlan         | DMC Racing                  | Ducati 1199 Panigale | 6    | +5.718    | 14º     | 8     |
| 9º   | 15  | Fabio Massei        | EAB Ten Kate Junior         | Honda CBR1000RR      | 6    | +7.513    | 9º      | 7     |
| 10º  | 21  | Markus Reiterberger | Alpha Racing                | BMW S1000 RR         | 6    | +7.657    | 5º      | 6     |
| 11º  | 71  | Christoffer Bergman | BWG Racing Kawasaki         | Kawasaki ZX-10R      | 6    | +8.108    | 15º     | 5     |
| 12º  | 44  | Federico Dittadi    | Team Riviera                | Aprilia RSV4 APRC    | 6    | +9.528    | 11º     | 4     |
| 13º  | 69  | Ondřej Ježek        | SK Energy Racing            | Ducati 1098R         | 6    | +13.646   | 12º     | 3     |
| 14º  | 36  | Philippe Thiriet    | Brazil by ASPI              | Kawasaki ZX-10R      | 6    | +16.602   | 26º     | 2     |
| 15º  | 41  | Tommaso Gabrielli   | Racing Team Gabrielli       | Aprilia RSV4 APRC    | 6    | +17.261   | 25º     | 1     |
| 16º  | 37  | Andrzej Chmielewski | Red Devils Roma             | Ducati 1098R         | 6    | +18.436   | 22º     |       |
| 17º  | 89  | Domenico Colucci    | Play Racing                 | BMW S1000 RR         | 6    | +18.590   | 16º     |       |
| 18º  | 22  | Matteo Gabrielli    | Racing Team Gabrielli       | Aprilia RSV4 APRC    | 6    | +19.137   | 19º     |       |
| 19º  | 26  | Jan Halbich         | Jan Halbich                 | Kawasaki ZX-10R      | 6    | +19.961   | 18º     |       |
| 20º  | 88  | Massimo Parziani    | M.V. Racing                 | Aprilia RSV4 APRC    | 6    | +22.085   | 27º     |       |
| 21º  | 155 | Tiago Dias          | Team Dias                   | Kawasaki ZX-10R      | 6    | +23.856   | 28º     |       |
| 22º  | 40  | Alen Győrfi         | MetalCom-Adrenalin H-Moto   | Honda CBR1000RR      | 6    | +24.252   | 20º     |       |
| 23º  | 8   | Federico Mandatori  | Team 3                      | Suzuki GSX-R1000     | 6    | +24.624   | 29º     |       |
| 24º  | 91  | Riccardo Fusco      | Techno Team                 | BMW S1000 RR         | 6    | +25.866   | 24º     |       |
| 25º  | 39  | Randy Pagaud        | Team OGP                    | Kawasaki ZX-10R      | 6    | +26.283   | 23º     |       |
| 26º  | 30  | Bogdan Vrajitoru    | CSM Bucharest               | Kawasaki ZX-10R      | 6    | +26.472   | 30º     |       |
| 27º  | 93  | Matthieu Lussiana   | Team ASPI                   | Kawasaki ZX-10R      | 6    | +41.027   | 17º     |       |

### Ritirati
| Nº  | Pilota           | Squadra          | Motocicletta    | Giri | Griglia |
| --- | ---------------- | ---------------- | --------------- | ---- | ------- |
| 5   | Marco Bussolotti | SK Energy Racing | Ducati 1098R    | 2    | 8º      |
| 169 | David McFadden   | Team Pedercini   | Kawasaki ZX-10R | 2    | 10º     |
| 55  | Tomáš Svitok     | SK Energy Racing | Ducati 1098R    | 0    | 21º     |

### Non partito
| Nº | Pilota        | Squadra    | Motocicletta         |
| -- | ------------- | ---------- | -------------------- |
| 61 | Alexey Ivanov | DMC Racing | Ducati 1199 Panigale |